# Erland Almqvist
Erland Herman Lison Almkvist (Estocolmo, 2 de setembro de 1912 — Lidingö, 20 de setembro de 1999) foi um velejador sueco, medalhista olímpico. Ele competiu nos Jogos Olímpicos de Verão de 1952 na classe Dragon e conquistou a medalha de prata a bordo do Ilderim, ao lado de Per Gedda e Sidney Boldt-Christmas. Ele era membro da Kungliga Svenska Segelsällskapet.